# Jobansøgning
En jobansøgning er en skriftlig eller mundtlig henvendelse til et firma eller en arbejdsgiver vedrørende et ønsket job. Der skelnes mellem opfordret og uopfordret ansøgning, hvilket henviser til, om der er lavet et stillingsopslag, eller ansøgningen er lavet uden arbejdsgiveren har givet udtryk for konkret mangel i det ønskede job.
Ved opfordrede ansøgninger er der typisk en sidste frist for søgning, hvorefter man normalt får et svarbrev med enten et tilbud om en jobsamtale eller et afslag.

## Indhold
En jobansøgning indeholder typisk
- Navn, adresse og dato
- Kortfattet CV
- Kvalifikationer og motivation i forhold til søgte stilling
- Kontaktoplysninger